# Lepidonotus havaicus
Lepidonotus havaicus är en ringmaskart som beskrevs av Johan Gustaf Hjalmar Kinberg 1856. Lepidonotus havaicus ingår i släktet Lepidonotus och familjen Polynoidae. Inga underarter finns listade i Catalogue of Life.